# Takeo Hatanaka
Takeo Hatanaka (en japonés: 畑中 武夫 ) (1914-1963) fue un astrofísico japonés.

## Biografía
Hatanaka nació en la prefectura de Wakayama. Se graduó en la Universidad de Tokio en 1953, siendo nombrado profesor de esta universidad en las especialidades de astrofísica y radioastronomía. Fundó el Radio Observatorio Nobeyama cerca de Minamimaki, en la prefectura de Nagano en 1953, siendo nombrado jefe de la división de radioastronomía en el observatorio.
Sus principales logros estuvieron centrados en los campos teóricos de la astrofísica y de la radioastronomía. Fue secretario de varios comités del Consejo Científico de Japón, y miembro de varias comisiones asesoras: geodesia, geofísica, energía atómica, y televisión, así como para las actividades espaciales del Japón.

## Eponimia
- En su honor fue nombrado el cráter lunar Hatanaka.
- Así mismo, el asteroide (4051) Hatanaka conmemora su nombre.